# Вікулово
Ві́кулово (рос. Викулово) — село, адміністративний центр Вікуловського району Тюменської області, Росія.

## Географія
Розташоване на лівому березі річки Ішим.

## Історія
Населений пункт був заснований в XVII столітті за указом царя Михайла Федоровича. Метою указу було утворення проміжних зупинних пунктів для ямщицьких служби уздовж Тобольського тракту. Перша згадка про Вікулову слободу відноситься до 1698 року, слобода відзначена на карті С. У. Ремезова, датованої 1698 роком.
У 1782 році стає волосним центром утвореної Вікуловської волості Тарського повіту. У 1780-их роках в слободі був відкритий один з перших ярмарків в Тарському повіті (пізніше в різний час в селі діяли в різний час 4 ярмарки і торжок, більше було тільки в місті Тарі).
У 1912 році у селі було 90 будинків, проживало 494 осіб (232 чоловіків, 262 жінок), були церква, школа, хлібний магазин, 11 заїжджих дворів, винна лавка, 3 торгових лавки, 2 кузні, ярмарок.

## Населення
Населення — 6995 осіб (2010, 6997 у 2002).
Національний склад станом на 2002 рік:
- росіяни — 96 %